# Rachows Prachtgrundkärpfling
Nothobranchius rachovii, im deutschen auch Rachows Prachtgrundkärpfling genannt, ist ein Zahnkärpfling der Gattung Nothobranchius. Es handelt sich um einen Saisonfisch.

## Merkmale
Die Männchen werden 5 cm, die Weibchen 4 cm lang. Die Färbung ist bei dieser Art sehr variabel.
Die Männchen haben einen blau-rot oder blau-weiß oder rot-weiß gemusterten Körper. Häufig ist der Rand der Schwanzflosse rot gefärbt. Rücken- und Afterflosse sind meist blau oder bräunlich mit roten oder weißen Flecken gefärbt.

## Verbreitung und Lebensraum
Die Art lebt in Ostafrika, schwerpunktmäßig in Mosambik. Die Fische leben in saisonal wasserführenden Tümpeln und Teichen und werden daher in freier Natur selten älter als ein halbes Jahr. Die Wasserstellen sind zumeist unbeschattet und nicht mit Wasserpflanzen bewachsen.

## Fortpflanzung und Aquaristik
Das Männchen imponiert vor dem Weibchen und umschwimmt es. Ist dieses paarungsbereit, so folgt es zu einem Laichplatz. Zum Ablaichen schmiegt sich das Weibchen eng an das Männchen und beide wühlen sich einige Zentimeter tief in den Boden ein, dort wird abgelaicht. In freier Natur trocknet der Lebensraum von Nothobranchius rachovii aus. Die Eier bleiben in der Erde aber restfeucht, dort entwickeln sich die Jungfische. Bei der nächsten Regenzeit schlüpfen sie dann.
Im Aquarium lässt man die Fische in einer Torfschicht ablaichen. Der Torf wird bis zur Restfeuchte getrocknet und dann in einer Plastiktüte gelagert. Dabei ist es wichtig, dass der Torfansatz nicht schimmelt oder verpilzt. Nach 5–7 Monaten gibt man den Torf in das Aufzuchtbecken, wo die Jungfische nach wenigen Stunden schlüpfen.
| Artgerechte Haltung im Aquarium | Artgerechte Haltung im Aquarium |
| ------------------------------- | ------------------------------- |
| Bodengrund                      | ungedüngter Fasertorf           |
| Temperatur                      | 20–24 °C                        |
| Gesamthärte                     | 4–12 °dH                        |
| pH-Wert                         | 6,0–7,0                         |